# Bellator 92
Bellator XCII é um evento de MMA organizado pelo Bellator Fighting Championships, ocorrido no dia 8 de março de 2013 no Pechanga Resort and Casino em Temecula, California. O evento foi transmitido na Spike TV.

## Background
Bellator 92 O card foi originalmente programado para ter a 7 ª temporada do torneio Leve final entre Dave Jansen e Marcin Held. No entanto, Held foi ferido e a luta foi adiada duas semanas para Bellator 93.